# Estação (Río Grande del Sur)
Estação es un municipio del estado Brasileño de Rio Grande do Sul.

## Historia
Los primeros colonizadores llegaron a finales del siglo XIX y el rápido crecimiento de la pequeña colonia se dio por la riqueza floral y por las tierras fértiles, y productivas. Así se propició la desforestación de las selvas que desde el siglo IX estaban habitadas por originarios. Los inmigrantes en su mayoría italianos, alemanes, polacos y caucasianos, introdujeron la agricultura diversificada, la vitivinicultura, además de trigo, maíz y porotos. Con intención de legalizar la ocupación, que venía desarrollándose en ese lugar, en el año 1908 fue fundada la Estación Erechim.
Tanta diversidad de razas y culturas, vino a ocurrir solo después de la existencia del camino de hierro (Estrada de ferro), inaugurado el 3 de mayo de 1910 (hace 114 años) en las alturas del Ramal Passo Fundo-Marcelino Ramos (PF–MR), en donde las primeras familias llegaron por la conexión recién establecida, uniendo Rio Grande do Sul al estado de Santa Catarina.
La via férrea trazó el Estado de sur a norte, permitiendo el transporte de mercaderías de manera eficaz, segura y económicamente accesible. La extensión de la red comprendida entre Estação y Passo Fundo era de 47 km; y de Estação hasta Erechim de 49 km. Por este trayecto transitaban los trenes “Diurno” y “Nocturno” provenientes de São Paulo y con destino a Porto Alegre y viceversa. Este viaje demoraba hasta tres días en completarse, y tenía como “línea tronco” (unión de todas las demás rutas) la ciudad de Santa Maria.
La primera línea telefónica, de 5 km fue instalada en 1910. Los teléfonos eran raros de encontrar, y casi imposible la comunicación por estar constantemente rotos. Dado esto, el aparato de telégrafo tuvo gran importancia, ya que era la forma más confiable para transmitir mensajes de que los trenes se aproximaban. Debido a la falta de luz, el difícil mantenimiento de las vías hecho de una manera artesanal, y el uso del lápiz anilina, entre otros, fueron factores que dificultaron aún más el trabajo de aquellos que dedicaron sus días a las vías.
Para el entretenimiento y diversión de los habitantes de ese poblado, el 25 de marzo de 1932 fue fundado el Esporte Clube Cruzeiro do Sul, que más tarde decidió dejar las actividades deportivas y dedicarse a eventos sociales y culturales.
En el año 1935, Estação fue anexada al municipio Getúlio Vargas, pasando a llamarse Estação Getúlio Vargas, en homenaje al presidente de esa época. Por albergar a la importante Cooperativa de Producción de Grasa Porcina Sant’Ana Ltda.- COOBANHA – y por la cantidad de madereras, responsables del gran volumen de dinero movido, fue conocida como Barrio Industrial de Getúlio Vargas.
El intenso movimiento de trenes remitían los principales productos producidos y transformados como grasa, madera, porotos, trigo y maíz para diversas localidades, entre ellas Rio Grande, donde desde allí el destino era la exportación; y recibían cereales, frutas, azúcar, materiales de construcción, gasolina, electrodomésticos además del transporte de familias enteras, confirmando la importancia de la línea férrea para la formación de diversas ciudades de la región del Alto Uruguay.
Las pocas opciones de entretenimiento y el arduo trabajo diario, fueron los causantes de que el 23 de noviembre de 1942, el Lutador Futebol Clube fuera fundado, siendo consagrado por ser el primer Campeón oficial de Getúlio Vargas.
A inicios de la década del 50, con la intención de mejorar la administración y explotación de los casi 40.000 km de vías férreas, el Gobierno Federal Brasileño creó la Rede Ferroviária Federal S.A. (RFFSA), unificando las líneas Nordeste, Sudeste, Centro-Oeste y Sur del país. Cada estación férrea contaba con un equipo obligatorio de funcionarios: el maquinista y un ayudante, el foguista, el jefe del tren, el manobrista, el telegrafista, el secretario, personal de carga, llegando a cerca de 16 mil funcionarios, sin sumar los puestos generados por terceros, como restaurantes y otras organizaciones de infraestructura, en trenes de larga distancia.
Además del comercio en general, Estação contaba con una arquitectura innovadora compuesta por mutuos almacenes de cereales. En 1957 fue fundada la Cooperativa Tritícola de Getúlio Vargas que recibía, almacenaba y comercializaba productos agrícolas. La cooperativa se valió mucho de las vías férreas, pues, efectuaba el dislocamiento de vagones, con hasta 52 toneladas, en las proximidades de sus patios y ponían a disposición vagones propios para enviar cargas vivas. Con la prosperidad de la cooperativa, y, consecuentemente, del Barrio Industrial, se registra en el año 1967 los primeros indicios de que la emancipación era un sueño posible, siendo solamente una cuestión de tiempo.
Mismo sin la autonomía de un municipio, Estação promovía inversores para la difusión de nuevas actividades comerciales. Prueba de esto son los registros de 1973, hasta entonces inéditos, de la selección, secado, y comercio de semillas a través de Octávio Ciro Boff. En el mismo período, en las estaciones de trenes, los telégrafos eran substituidos por los teléfonos. Y como forma de defensa a la agropecuaria de pequeño porte, en favor de los asociados, COOBANHA se unificó a la Cooperativa, sellando en 1976, la Fundación Cotrigo.
Conscientes del buen momento vivido, aliados al desinterés de las autoridades, los movimientos para la emancipación entre los años 1977 y 1985 presentaron resultados, positivos o bastante, para que fuesen levantados datos sobre la potencialidad de esta área a ser emancipada. Estos datos hacían referencia al comercio, agricultura, agropecuaria, etc.
Paralelo a toda la potencialidad de esta región, las décadas de los 80 y 90 fueron dramáticas para la RFFSA. La compañía ya no era capaz de generar recursos suficientes que cubriesen los gastos, y las líneas estaban estropeadas. El remodelaje de las líneas estaba fuera de lo previsto. Faltaba presupuesto para construir y reformar vagones. En medio de esta crisis, como medida de salvar el servicio, el gobierno creó leyes de concesiones, permitiendo que las empresas privadas explotaran estos medios, manteniendo solamente 4 mil profesionales.
A pesar de que este escenario desfavorable, Estação continuaba manteniendo y aumentando su economía. La búsqueda de una mayor democracia y de descentralización político-administrativa era el constante objetivo. Entonces, el 21 de abril de 1988, por la Ley N.º 8572, fue creado el municipio de Estação. Sucedió la primera elección el 15 de noviembre del mismo año, eligiendo a Guido Comim y Dorvalino Cecconelo como representantes del poder legislativo.

## Geografía
Cuenta con 6743 habitantes, distribuidos en una extensión territorial de más de 100 km. La mayor parte de la población tiene entre 0 y diecinueve años, en un porcentual de 17,83%. El fuerte éxodo rural de los últimos años tuvo como resultado la permanencia de solamente 991 personas en el campo.
Pertenece a la Mesorregión Noroeste Rio-Grandense y a la Microrregión de Erechim.

## Economía
El municipio tiene 560 establecimientos de crédito en 91 modalidades de comercios.
La Cooperativa Tritícola de Getúlio Vargas (Cotrigo) cuenta con más de cinco mil asociados, 900 empleados y cerca de 30 diferentes productos comercializados. Los almacenes y silos tienen capacidad para almacenar hasta 33 mil toneladas de granos.

## Educación
El municipio tiene seis escuelas, siendo dos estaduales y cuatro municipales, que educan 1378 ciudadanos.

## Organizaciones
El municipio tiene organizaciones religiosas, tres sindicatos y seis asociaciones de habitantes.